# Bateria de liti-aire
La bateria de liti-aire (amb acrònim Li-aire) és una cèl·lula electroquímica metall-aire o química de bateries que utilitza l'oxidació de liti a l'ànode i la reducció d'oxigen al càtode per induir un flux de corrent.

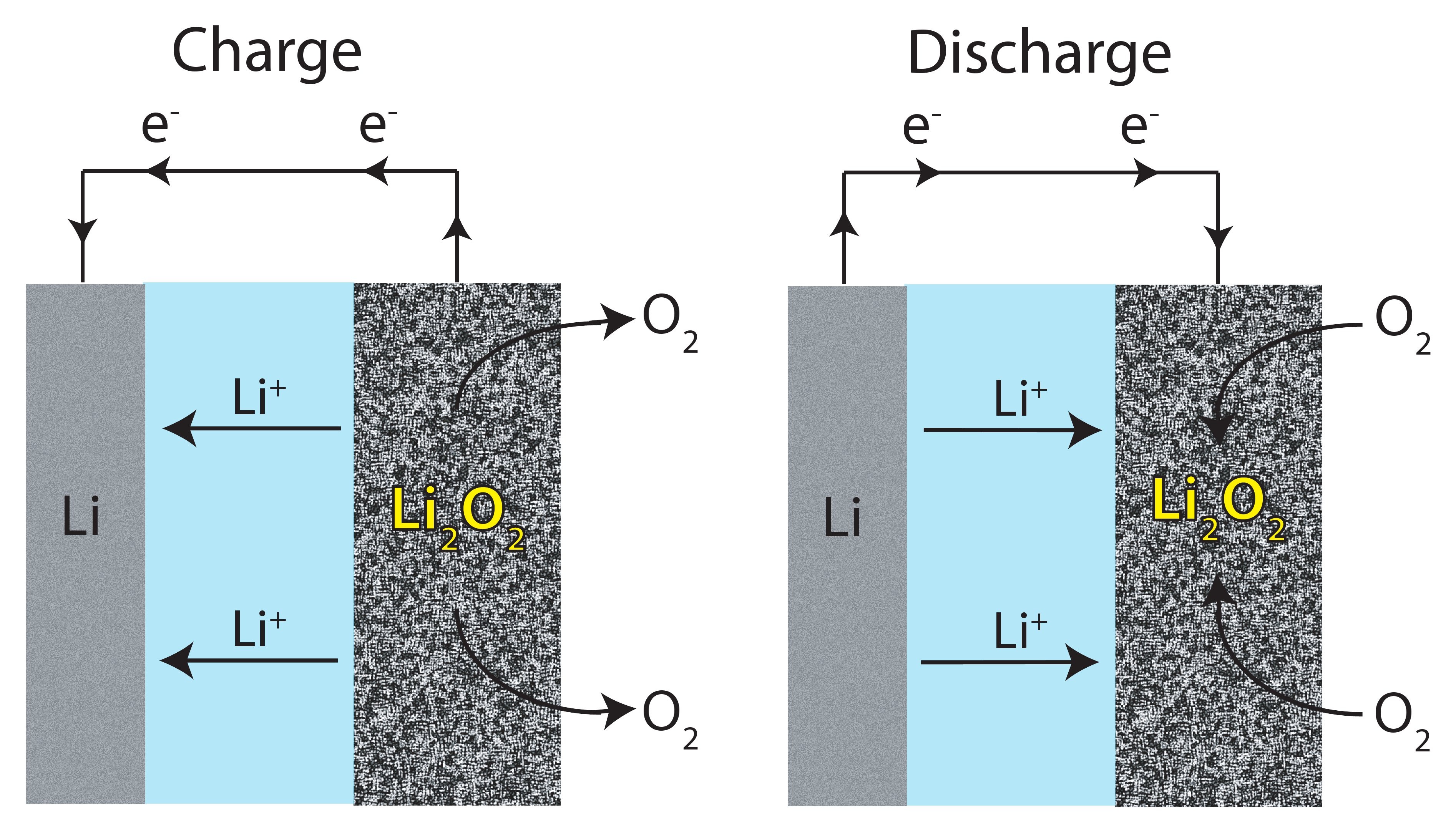
Esquema dels cicles de càrrega i descàrrega de les bateries de liti-aire.

L'aparellament del liti i l'oxigen ambiental pot conduir teòricament a cèl·lules electroquímiques amb l'energia específica més alta possible. De fet, l'energia específica teòrica d'una bateria de Li-aire no aquosa, en estat carregat amb producte Li₂O₂ i excloent la massa d'oxigen, és ~ 40,1 MJ/kg = 11,14 kWh/kg de liti. Això és comparable a l'energia específica teòrica de la gasolina, ~ 46,8 MJ/kg. A la pràctica, s'han demostrat bateries de Li-aire amb una energia específica de ~ 6,12 MJ/kg = 1,7 kWh/kg de liti a nivell cel·lular. Això és unes 5 vegades més gran que la d'una bateria comercial d'ions de liti i és suficient per fer funcionar una bateria de 2.000 kg de vehicle elèctric per ~500 Km amb una sola càrrega utilitzant 60 kg de liti (és a dir, 20,4 kWh/100 km). Tanmateix, la potència pràctica i el cicle de vida de les bateries de Li-aire necessiten millores significatives abans que puguin trobar un nínxol de mercat.
Es necessiten avenços significatius en electròlits per desenvolupar una implementació comercial. S'estan considerant quatre enfocaments: apròtic, aquós, en estat sòlid i mixt aquós-apròtic.
Un dels principals motors del mercat de les bateries és el sector de l'automoció. La densitat d'energia de la gasolina és d'aproximadament 13 kW·h/kg, que correspon a 1,7 kW·h/kg d'energia subministrada a les rodes després de les pèrdues. Teòricament, el liti-aire pot aconseguir 12 kW·h/kg (43,2 MJ/kg) exclosa la massa d'oxigen. Tenint en compte el pes de la bateria completa (carcassa, canals d'aire, substrat de liti), mentre que el liti sol és molt lleuger, la densitat d'energia és considerablement menor.

## Operació
En general, els ions de liti es mouen entre l'ànode i el càtode a través de l'electròlit. Sota la descàrrega, els electrons segueixen el circuit extern per fer treball elèctric i els ions de liti migren al càtode. Durant la càrrega de les plaques de metall de liti a l'ànode, alliberant O
2 al càtode. S'han considerat tant bateries de Li-O2 no aquoses (amb Li₂O₂ o LiO₂ com a productes de descàrrega) com aquoses (LiOH com a producte de descàrrega). La bateria aquosa requereix una capa protectora a l'elèctrode negatiu per evitar que el metall Li reaccioni amb l'aigua.